# Manuel Fermín de Laviano
Manuel Fermín de Laviano (Madrid, 1750 - Madrid, 1801), escritor y dramaturgo español del último cuarto del siglo XVIII, representativo de la literatura española popular de la Ilustración.

## Biografía
Se conocían pocos datos biográficos sobre él, hasta fechas recientes. Fue oficial de la Secretaria de la Superintendencia General y de la Presidencia de la Real Hacienda en 1783. Seguramente formó parte de la casa de don Pedro de Alcántara, duque de Híjar, como secretario suyo o en algún puesto parecido, ya que le dirige un poema; por demás, el duque de Híjar es autor de un plan de reforma del teatro de sesgo neoclásico. En 1799 era aún oficial de la Secretaría de Estado y de Despacho Universal de Hacienda. Además, su nombre aparece como destinatario de una dura sátira de Juan Pablo Forner, aún inédita, la Carta de M[arco] V[alerio] Marcial a Don Fermín Laviano, firmada bajo el pseudónimo de Aminta el 26 de julio de 1784. Su motivo son los versos que Laviano dedicó a festejar el nacimiento de los infantes Carlos y Felipe en 1783 (véase bibliografía). Se le moteja de pobre y mal poeta y autor de «tragedias que hacen reír». Todavía se ensañó más Forner contra Laviano en su Carta familiar a Lelio.
Laviano desarrolló una intensa y exitosa actividad como dramaturgo entre 1776 y 1790. De las treinta y tres piezas de teatro que se sabe llegó a escribir, subsisten veintidós manuscritos, localizados con raras excepciones en la Biblioteca Histórica Municipal de Madrid; dieciocho fueron representadas en vida suya y nueve fueron publicadas. Fue un dramaturgo popular a causa de sus dramas históricos, género en que se especializó y que modernizó imbuyéndole un más documentado, renovado y menos viejo nacionalismo.
Escribió además poesía y tradujo piezas del francés (La inútil precaución, de 1780, traducción de El barbero de Sevilla de Beaumarchais; El reo inocente de Boulet de Monvel, estrenada el 20 de julio de 1782 por la compañía de Martínez), y del italiano (La bella guayanesa y La buena casada de Carlo Goldoni. Aunque compuso comedias de época, sainetes, loas, y comedias de magia, la más específica aportación de Laviano fue su comedia heroica o histórica. De la misma manera que su contemporáneo Nicolás Fernández de Moratín, sus obras históricas son, en palabras de David T. Gies, «interesantemente y definitivamente españolas». Así, por ejemplo, La afrenta del Cid vengada (escrita en 1779, pero representada en 1784) es obra significativa por ser la primera comedia no basada en el Romancero y estrenada después de la publicación del manuscrito del Cantar de mío Cid por Tomás Antonio Sánchez en 1779. La conexión con el poema épico es tan ceñida que, con la excepción del llamado "Cantar del destierro", se puede decir que La afrenta del Cid vengada es una dramatización del Cantar de Mio Cid. La obra trata de la alabanza de la monarquía y del vilipendio de ciertos nobles, pero su meta fue, sin embargo, ensalzar valores burgueses y familiares, como refleja la reseña de la obra en el Memorial Literario.
El castellano adalid o toma de Sepúlveda por el conde Fernán González (1785) es la única versión en donde figura este héroe castellano desde El conde Fernán González de Lope de Vega; a diferencia de la anterior, desdeña las fuentes tradicionales y crea una obra original.
Los personajes femeninos de Laviano están tan bien definidos y tratados como los masculinos. En 1831 Juan Eugenio Hartzenbusch adaptó una obra suya con el título de La Restauración de Madrid o las hijas de Gracián Ramírez, por encargo del Ayuntamiento de Madrid.

## Obras

### Teatro
Se ordenan las obras según la temporada teatral en que fueron representadas o publicadas.
- 1779-1780:
  - La segunda parte de “La crítica”.
  - La tertulia general.
  - El noble pescador.
  - Triunfos de valor y honor en la corte de Rodrigo.
  - La niña trocada.
  - El verdadero heroísmo está en vencerse a sí mismo.

- 1780-1781:
  - Morir por la patria es gloria, y Atenas restaurada.
  - La inútil precaución, y barbero de Sevilla.
  - La bella guayanesa.
  - El cadalso para su dueño, y los Pardos de Aragón.
  - La defensa de Sevilla por el valor de los godos.

- 1781-1782:
  - Cada uno por sí se esmera.
  - La buena casada.
  - La isla deshabitada.
  - La suegra y la nuera, y la familia del anticuario.
  - El teatro es el jardín.
  - La viuda indiferente, y esquileo de Castilla.
  - La restauración de Madrid.
  - Evitar un precipicio con otro, y mágico Fineo.
  - Loa para el excelentísimo señor Duque de Híjar.

- 1782-1783:
  - El reo inocente.
  - El pretendiente y mujer virtuosa.
  - La afrenta del Cid, vengada.

- 1783-1784:
  - El examen cómico.
  - Para padrinos, las damas.
  - Valor y amor de Otoniel.

- 1785-1786:
  - El tirano Gunderico.
  - El castellano adalid.
  - La conquista de Madrid.

- 1787-1788:
  - Al deshonor heredado vence el honor adquirido.
  - La española comandante, fiel a su amor y a su patria.

- 1790-1791:
  - La Nina.
  - El Sigerico.
  - El chasco de los ociosos.

### Poesía
- Endecasílabos en regocijo por el nacimiento de los infantes gemelos (1783), Madrid: Joaquín Ibarra, 1783.
- Canto lírico en digno aplauso del Excelentísimo Señor don Antonio Barceló (1783).
- Soneto (a don Antonio Barceló) (¿1783?).
- Soneto (al nacimiento de los infantes gemelos) (¿1783?).
- Canto al arco del duque de Híjar (1789).